# Гравеліт

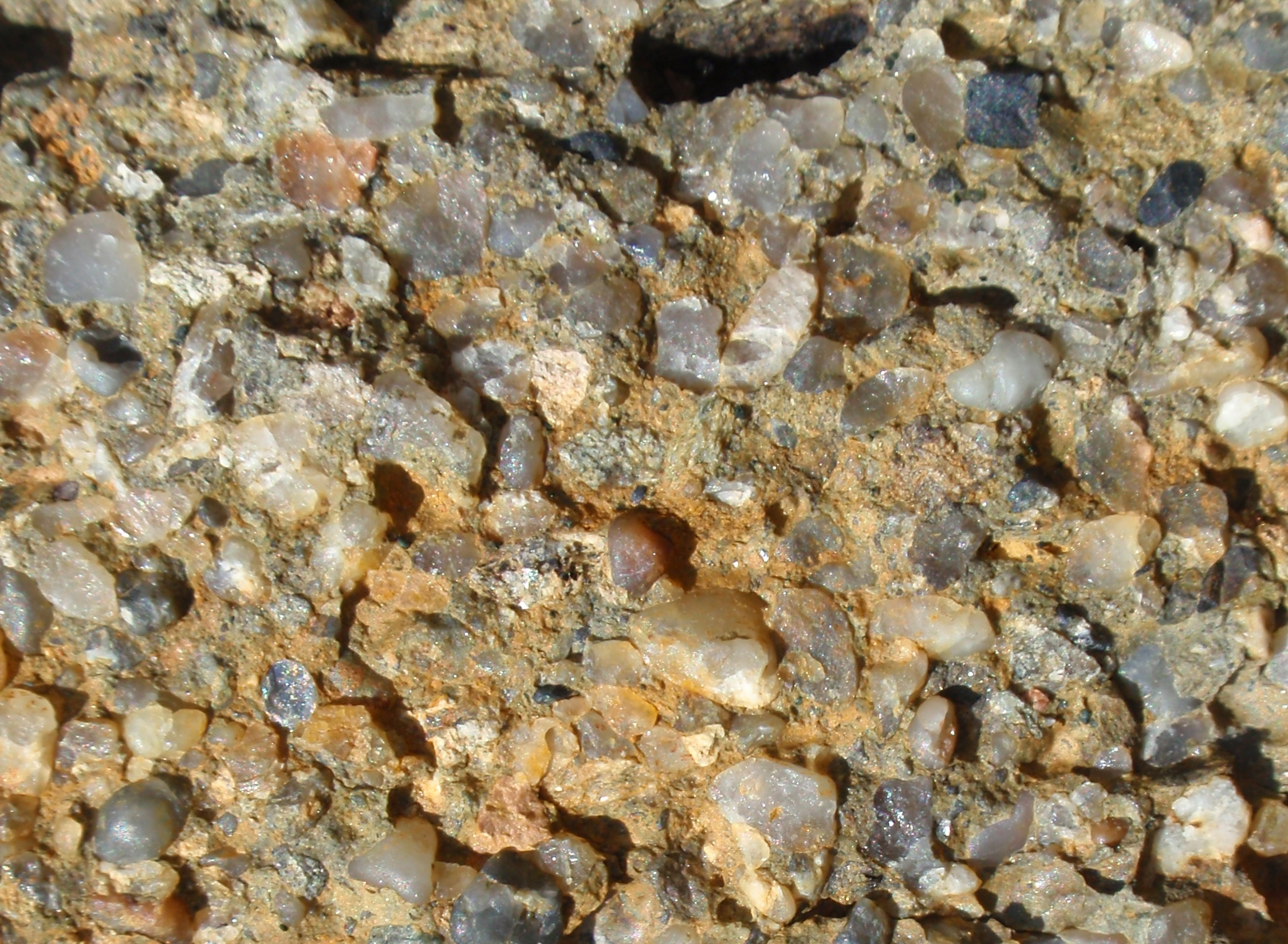
Гравеліт з піщаним цементом. Флішові відклади верхньострийської підсвіти скольської скиби Скибової зони Карпат, Україна

Гравелі́т — зцементована осадова уламкова гірська порода псефітової структури з окатаними уламками. Незцементований аналог — гравій. Розмір уламків коливається від 2 до 4 мм. Цемент може бути як карбонатним, карбонатно-глинистим, піщано-глинистим, так і попеловим. Гравеліти звичайно асоціюють з пісковиками і галечниками. Термін вперше вжив австрійський геолог Гейслер 1937 року.